# Municipio de Ridgeway (Míchigan)
El municipio de Ridgeway (en inglés: Ridgeway Township) es un municipio ubicado en el condado de Lenawee en el estado estadounidense de Míchigan. En el año 2010 tenía una población de 1542 habitantes y una densidad poblacional de 20,76 personas por km².

## Geografía
El municipio de Ridgeway se encuentra ubicado en las coordenadas 41°58′22″N 83°50′6″O / 41.97278, -83.83500. Según la Oficina del Censo de los Estados Unidos, el municipio tiene una superficie total de 74.27 km², de la cual 74.2 km² corresponden a tierra firme y (0.09%) 0.06 km² es agua.

## Demografía
Según el censo de 2010, había 1542 personas residiendo en el municipio de Ridgeway. La densidad de población era de 20,76 hab./km². De los 1542 habitantes, el municipio de Ridgeway estaba compuesto por el 96.43% blancos, el 0.26% eran afroamericanos, el 0.39% eran amerindios, el 1.17% eran asiáticos, el 0.06% eran isleños del Pacífico, el 0.45% eran de otras razas y el 1.23% pertenecían a dos o más razas. Del total de la población el 2.59% eran hispanos o latinos de cualquier raza.